# Prezidij Ustavodajne skupščine Ljudske republike Slovenije
Prezidij Ustavodajne skupščine Ljudske republike Slovenije je bil vodstveno telo Ustavodajne skupščine Ljudske republike Slovenije, ki je bil izvoljen iz članov skupščine 19. novembra 1946.
17. januarja 1947 je skupščina sprejela Ustavo Ljudske republike Slovenije, s čimer se je skupščina preimenovala v Ljudsko skupščino LRS in prezidij v Prezidij Ljudske skupščine Ljudske republike Slovenije.  

## Sestava Prezidija Ustavodajne skupščine Ljudske republike Slovenije (1946 - 47)
- predsednik: Josip Vidmar
- podpredsednik: Edvard Kocbek
- sekretar: Franc Lubej
- člani: Edvard Kardelj, Boris Kidrič, Josip (Jože) Rus, Oton Župančič, Miha Marinko, Franc Leskošek, Janez Hribar, Marijan Brecelj, Rudolf Hribernik, Tone Dolinšek, Tone Fajfar, Angelca Ocepek, Jaka Avšič, Ivan Maček in Zoran Polič